# Prinsenfontein

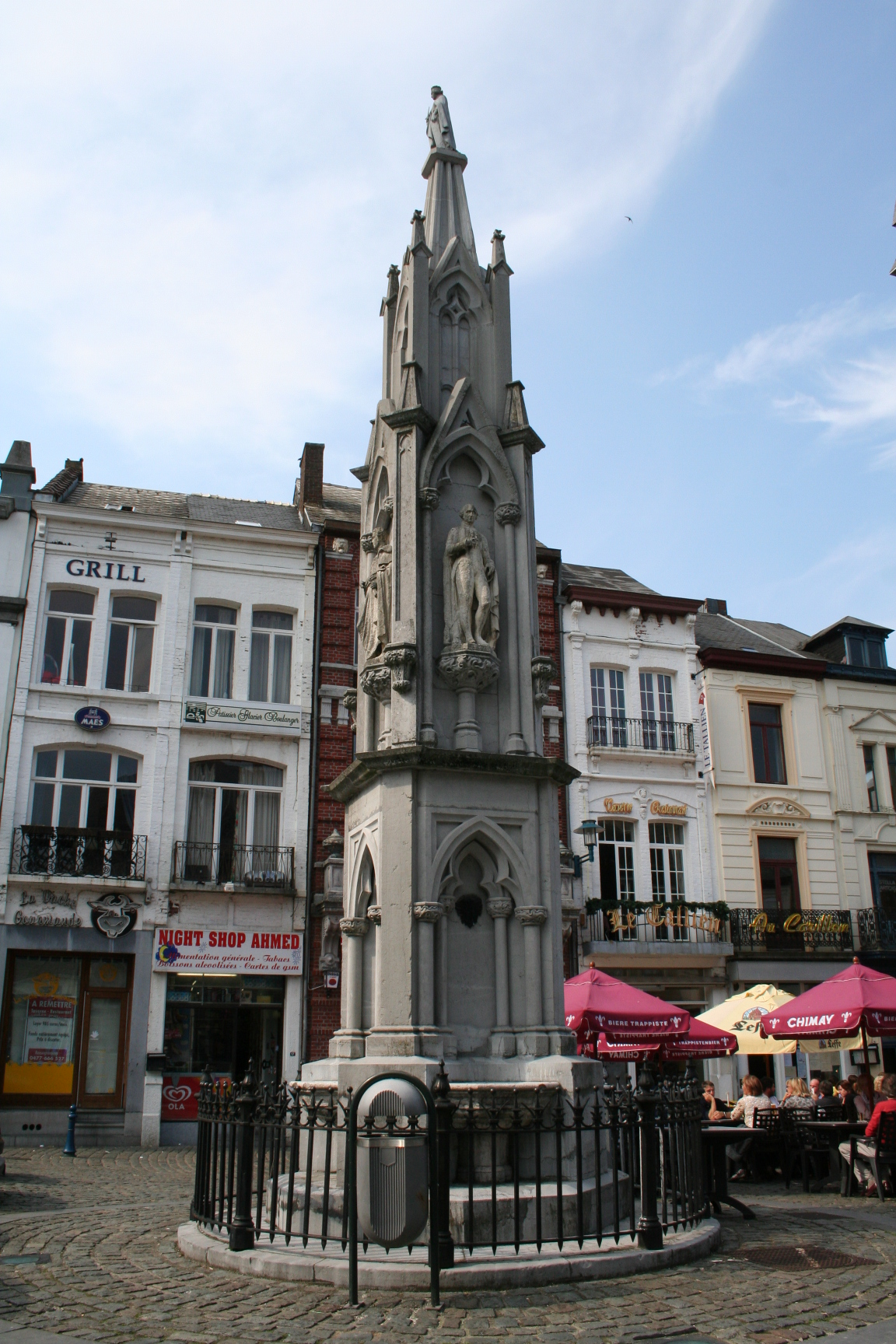
De Prinsenfontein in 2007

De Prinsenfontein (Frans: Fontaine des Princes) is een neogotisch monument op de Grand-Place van Chimay. Het is opgetrokken in 1852 naar een ontwerp van Willem Geefs uit 1846-1847. De bouwheer was Joseph de Riquet, prins van Chimay, die ermee zijn ouders en voorouders eerde. 
Het arduinen bouwwerk heeft de vorm van een torenspits uit drie verdiepingen. Hij wordt bekroond door een allegorisch beeld van de stad Chimay. Onderaan bevinden zich de bekkens van de buiten werking gestelde fontein. Op het tweede niveau staan vier standbeelden in nissen:
- Pierre-Paul de Riquet (1609-1680)
- Philippe Gabriel Maurice d'Alsace de Henin-Liétard (1736-1804)
- François-Joseph de Riquet (1771-1843)
- Thérésia Cabarrus (1773-1835)